# BandaDois
BandaDois é um álbum ao vivo do cantor baiano Gilberto Gil. Foi gravado no Teatro Bradesco do Shopping Bourbon, São Paulo. O lançamento ocorreu em 9 de dezembro de 2009.

## Faixas
1. "Esotérico" - 4:54
2. "A Linha e o Linho" - 6:07
3. "Superhomem, a Canção" - 4:29
4. "Saudade da Bahia" - 3:57
5. "Chiclete com Banana" - 3:43
6. "Das Duas, Uma" - 3:43
7. "Quatro coisas" - 3:27
8. "Amor até o Fim" - 4:50
9. "Lamento Sertanejo" - 4:40
10. "O Rouxinol" - 4:07
11. "Refazenda" - 2:08
12. "Banda Um" - 5:09
13. "La Renaissance Africaine" - 4:32
14. "Refavela" - 3:40
15. "Babá Alapalá" - 4:21
16. "Expresso 2222" - 3:41